# تشاه تلخ (ديلم)
تشاه تلخ (بالفارسية: چاه‌تلخ) هي قرية تقع في قسم ليراوي الجنوبي الريفي (مقاطعة ديلم) في إيران. يقدر عدد سكانها بـ 167 نسمة بحسب إحصاء 2016.